# Парк пионеров-героев
Парк пионеров-героев — одно из памятных мест (достопримечательность) города Данкова.
Мемориал пионерам-героям в Данкове расположен в одноимённом парке на улице Ленина. 
Появился парк во времена СССР на месте старых бараков Данковского химического завода имени академика Андриянова (ныне филиал АО «ГНИИХТЭОС» «Силан»). 
Здесь в виде постаментов с бюстами и табличками, увековечена память советских пионеров, героически погибших в годы Великой Отечественной войны и во время становления советской власти. 
Ежегодно 19 мая в парке пионеров-героев проходят торжества по случаю дня рождения Пионерской организации, несмотря на то, что она уже не существует.
На выложенной после реставрации памятника тротуарной плиткой площадке установлена стела со словами:
«С дороги отцов они не свернули и прямо из детства в бессмертье шагнули!»
На стеле изображен барельеф пионера, горна и барабана, а также медали Героя Советского Союза, которой были награждены некоторые из пионеров этого мемориала.
В памятниках-бюстах увековечены имена:
- Гриши Акопяна

- Кычана Джакыпова
- Володи Дубинина
- Лёни Голикова
- Марата Казея
- Саши Ковалёва
- Вити Коробкова
- Вали Котика
- Лары Михеенко
- Павлика Морозова
- Коли Мяготина
- Муси Пинкензона
- Зины Портновой